# 1ª Divisão 1954 (hockey su pista)
La 1ª Divisão 1954 è stata la 16ª edizione del torneo di primo livello del campionato portoghese di hockey su pista. La manifestazione fu disputata tra il 17 giugno e il 15 novembre 1954. Il titolo è stato conquistato dal Campo de Ourique per la prima volta nella sua storia.

## Stagione

### Formula
La 1ª Divisão 1954 vide ai nastri di partenza venti club divisi in due gironi; ogni girone fu organizzato con un girone all'italiana, con gare di andata e ritorno. Erano assegnati tre punti per l'incontro vinto e due punti a testa per l'incontro pareggiato, mentre ne era attribuito uno solo per la sconfitta. Al termine della prima fase le prime quattro squadre di ogni gruppo si qualificarono alla fase finale; la vincitrice venne proclamata campione del Portogallo.

## Prima fase

### Regional do Norte
|  | Pos. | Squadra                  | Pt | G  | V | N | P | GF | GS | DR |
|  | ---- | ------------------------ | -- | -- | - | - | - | -- | -- | -- |
|  | 1.   | Infante de Sagres        | 50 | 18 |   |   |   |    |    |    |
|  | 2.   | Estrela                  | 44 | 18 |   |   |   |    |    |    |
|  | 3.   | Académica                | 39 | 18 |   |   |   |    |    |    |
|  | 4.   | Espinho                  | 37 | 18 |   |   |   |    |    |    |
|  | 5.   | Sanjoanense              | 37 | 18 |   |   |   |    |    |    |
|  | 6.   | Educação Fisica Do Norte | 35 | 18 |   |   |   |    |    |    |
|  | 7.   | Carvalhos                | 32 | 18 |   |   |   |    |    |    |
|  | 8.   | Paco de Rei              | 29 | 18 |   |   |   |    |    |    |
|  | 9.   | Escola Livre             | 28 | 18 |   |   |   |    |    |    |
|  | 10.  | Parede                   | 26 | 18 |   |   |   |    |    |    |

Legenda:
  Qualificata alla fase finale.
      Retrocesse in 2ª Divisão 1955.
Note:
Tre punti a vittoria, due a pareggio, uno a sconfitta.

### Regional do Sul
|  | Pos. | Squadra          | Pt | G  | V  | N | P  | GF  | GS  | DR   |
|  | ---- | ---------------- | -- | -- | -- | - | -- | --- | --- | ---- |
|  | 1.   | Benfica          | 52 | 18 | 17 | 0 | 1  | 125 | 37  | +88  |
|  | 2.   | Paço de Arcos    | 45 | 18 | 13 | 1 | 4  | 126 | 54  | +72  |
|  | 3.   | Campo de Ourique | 42 | 18 | 11 | 2 | 5  | 91  | 43  | +48  |
|  | 4.   | Sintra           | 42 | 18 | 11 | 2 | 5  | 85  | 46  | +39  |
|  | 5.   | Mundet           | 37 | 18 | 9  | 1 | 8  | 59  | 66  | -7   |
|  | 6.   | Cuf              | 36 | 18 | 8  | 2 | 8  | 60  | 65  | -5   |
|  | 7.   | CF Benfica       | 35 | 18 | 8  | 1 | 9  | 67  | 77  | -10  |
|  | 8.   | Cascais          | 25 | 18 | 2  | 3 | 13 | 45  | 85  | -39  |
|  | 9.   | Sporting Oeiras  | 21 | 18 | 1  | 1 | 16 | 22  | 128 | -106 |
|  | 10.  | Vila Franca      | 21 | 18 | 1  | 1 | 16 | 22  | 128 | -106 |

Legenda:
  Qualificata alla fase finale.
      Retrocesse in 2ª Divisão 1955.
Note:
Tre punti a vittoria, due a pareggio, uno a sconfitta.

## Fase finale
|  | Pos. | Squadra           | Pt | G  | V | N | P  | GF | GS | DR  |
|  | ---- | ----------------- | -- | -- | - | - | -- | -- | -- | --- |
|  | 1.   | Campo de Ourique  | 21 | 14 | 9 | 3 | 2  | 42 | 20 | +22 |
|  | 2.   | Benfica           | 18 | 14 | 8 | 2 | 4  | 63 | 32 | +31 |
|  | 3.   | Paço de Arcos     | 17 | 14 | 7 | 3 | 4  | 45 | 38 | +7  |
|  | 4.   | Sintra            | 15 | 14 | 6 | 3 | 5  | 35 | 34 | +1  |
|  | 5.   | Estrela           | 14 | 14 | 5 | 4 | 5  | 33 | 35 | -2  |
|  | 6.   | Infante de Sagres | 13 | 14 | 4 | 5 | 5  | 32 | 36 | -4  |
|  | 7.   | Académica         | 10 | 14 | 3 | 4 | 7  | 27 | 41 | -14 |
|  | 8.   | Espinho           | 4  | 14 | 2 | 0 | 12 | 22 | 63 | -41 |

Legenda:
      Campione del Portogallo.
Note:
Due punti a vittoria, uno a pareggio, zero a sconfitta.